# Mente

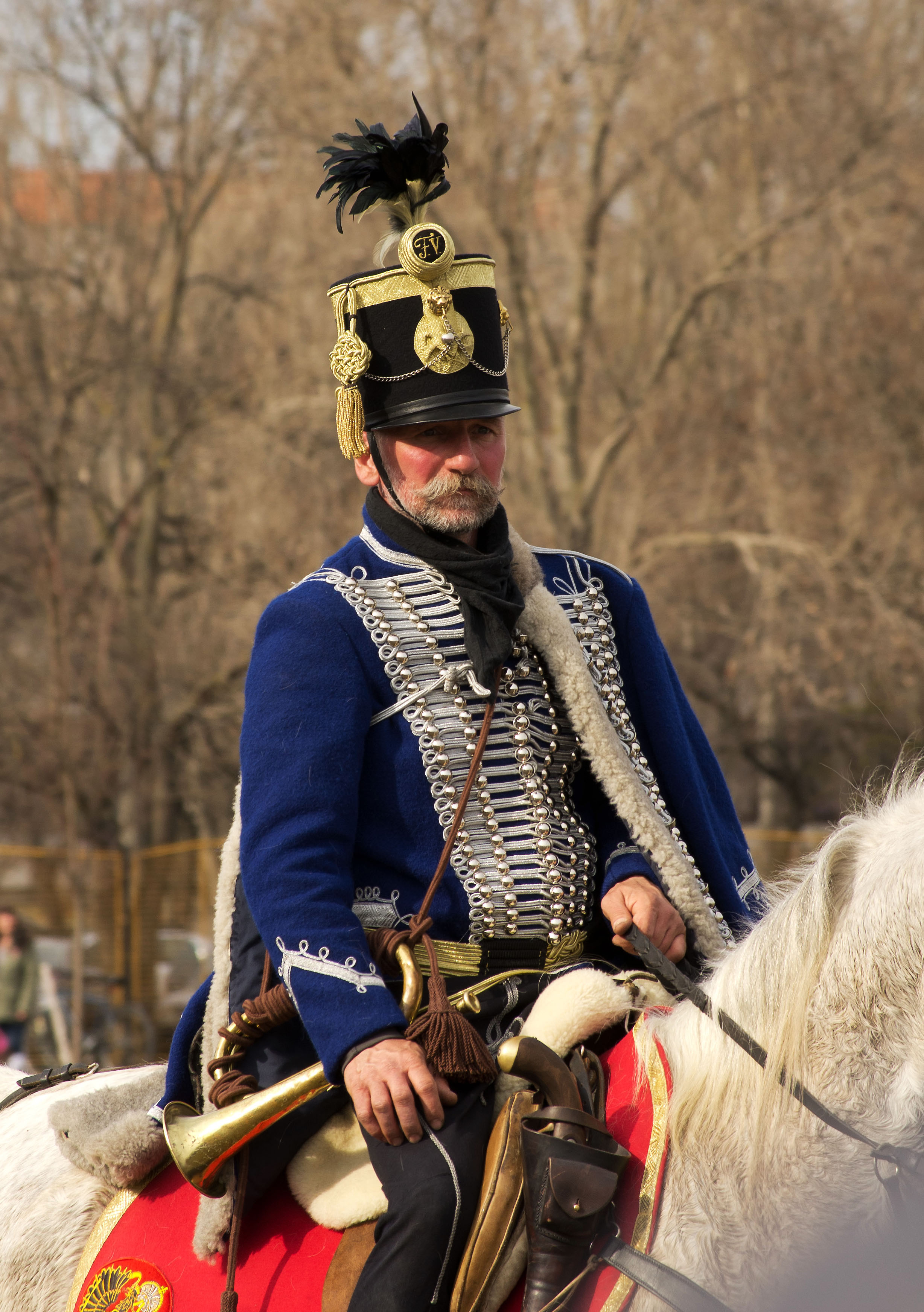
Magyar huszár kék mentében

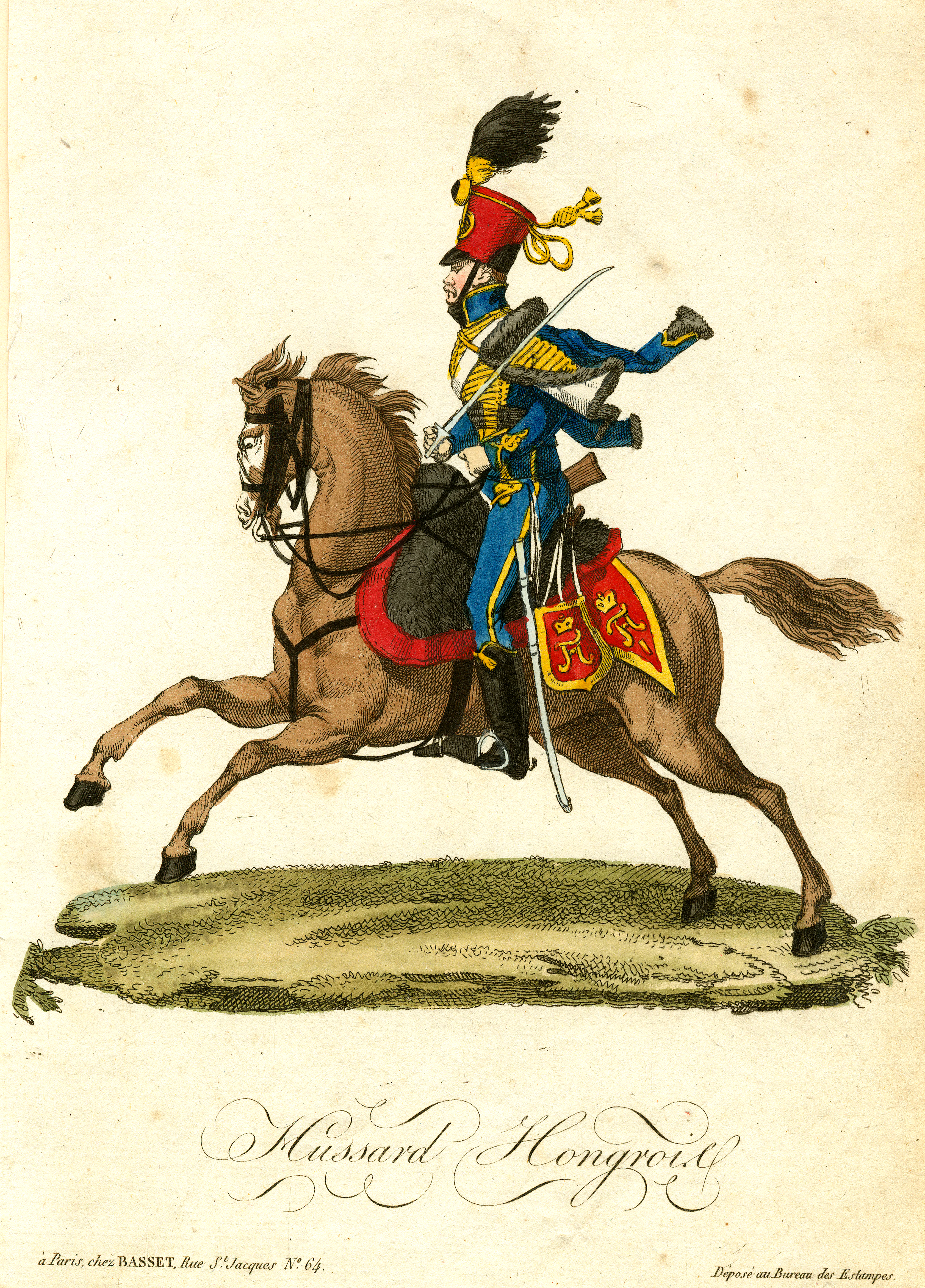
Magyar huszár mentében

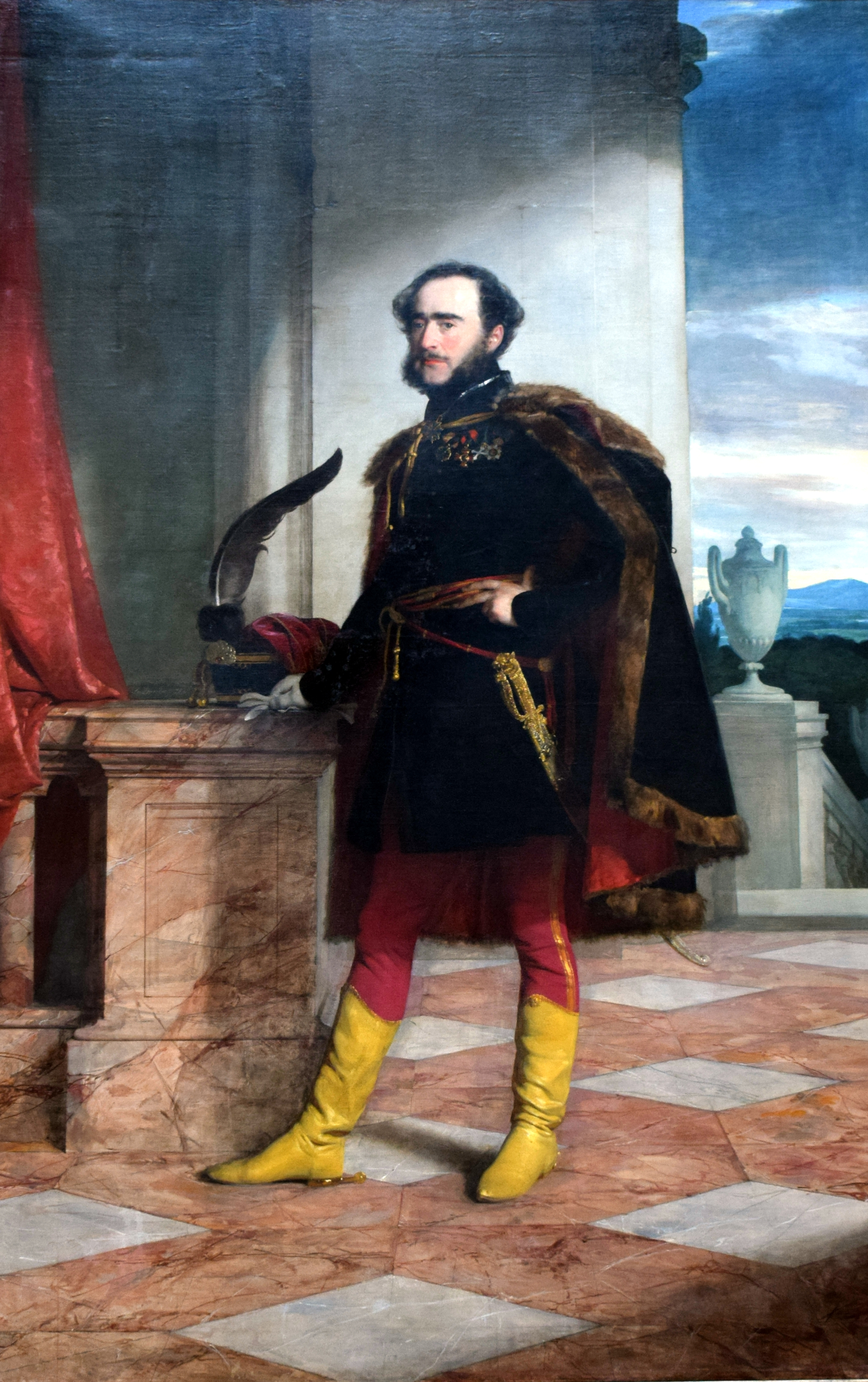
Széchenyi István díszmagyar mentében

A mente eredetileg rövid, szőrmével díszített kabát volt, amelyet a könnyűlovas huszár katonák általában a bal vállukon lógatva viseltek, talán a kardvágás megakadályozása végett. A „mente” szó a 19. század elejétől az akkor viselt divatos női kabátokra is utalt. Virágkorát a 18–19. század fordulóján érte el, majd e ruhadarabot a reformkor és a kiegyezés között a korai polgárosodás hatására az ujjasok váltották föl.

## Leírása
A mente a nemesi és huszárviselet hatására később a 17. század körül a mezővárosok gazdag parasztpolgársága, majd a 18. századra a parasztság körében is általánossá vált, később már férfi és női viseletnek is számított.
Különböző változatai voltak ismertek, e változatok főleg hosszúságukban és ujjformájukban jelentkeztek:
- A hosszú, illetve az öreg mente bő, térdig érő változat volt, de emellett előfordult a derékban szabott rövid és kurta mente változata is. Anyaga kék vagy fekete, ritkábban zöld vagy veres posztó volt melyet rendszerint bélelten téli, ritkábban béleletlenül, nyári használata volt ismert.
- A menték bélését és a szegését fekete vagy fehér bárányprémből készítették, emellett a módosabb parasztság főleg rókaprémet használt, amelyeknek elnevezései vidékenként különbözőek voltak. Így a Felföldön például rókamálas mente, míg Vas vármegyében déc mente elnevezéssel maradt fenn.
- Díszítésére általában különböző fajta fémből, például rézből, ólomból, ezüstből való, vagy zsinóros gombolást alkalmaztak, mint például a kapuvári szerszámos mentén. Ezzel egyidőben például a Felföldön a kivarrott mentéket készítették.
- E ruhadarabokat férfiak és nők is egyaránt viselték: télen felöltve, nyáron díszruhaként panyókára vetve, felerősítésükre pedig mentekötőt használtak, de a vagyonosabb parasztság körében ez ezüstlánc is lehetett. E forma különösen Debrecen, Szeged környékén, a Kisalföld, Csallóköz, Érsekújvár vidékén, a Nyugat-Dunántúlon volt divat.
- A férfiviseletben a mente országosan a posztóöltözet tartozéka volt, ez alól csak Baranya, Somogy, Göcsej környéke volt kivétel.

A női ruházatban a mente a ködmön mellett, amely egy szőrméből készült ujjas, kabáthoz hasonló felsőruha volt, ugyancsak a legfontosabb téli felsőruhaként volt ismert. A mente használatának elterjedtségét jól példázta, hogy a leányok hozományként kapták, vagy maguk szolgáltak meg a reávalóért, vagy ha másként nem, hát a lakodalomkor kapta kölcsönbe a vállára  a menyasszony, de szokásban volt az is, hogy férje mentéjét annak halála után az özvegyasszony viselte tovább.
E ruhadarab fontossága abban is megmutatkozott, hogy a női öltözködésben a mente még a 19. század végén is előfordult, különösen Felső-Magyarországon, de gyakori ruhadarabja volt a 19. század ünnepi öltözködésémek is, a nemzeti divat részeként.